# Vilhelm Lange
Kristian Vilhelm Lange (Ringkøbing, 20 december 1893 - Frederiksberg, 17 november 1950) was een Deens turner. 
Tijdens de Olympische Zomerspelen 1920 won Madsen de gouden medaille in de landenwedstrijd vrij systeem.

## Resultaten

### Olympische Zomerspelen
| Jaar | Plaats    | Resultaten                         |
| ---- | --------- | ---------------------------------- |
| 1920 | Antwerpen | in de landenwedstrijd vrij systeem |